# Lovro Planko
Lovro Planko (ur. 28 maja 2001 w Lublanie) – słoweński biathlonista, trzykrotny medalista mistrzostw świata juniorów.

## Kariera
Po raz pierwszy na arenie międzynarodowej pojawił się 28 stycznia 2017 roku w Pokljuce,  gdzie w zawodach Pucharu IBU juniorów zajął 34. miejsce w sprincie. Na rozgrywanych dwa lata później mistrzostwach świata juniorów w Osrblie zdobył srebrne medale w sztafecie i sprincie. Ponadto podczas mistrzostw świata juniorów w Lenzerheide w 2020 roku zajął trzecie miejsce w biegu pościgowym.
W Pucharze Świata zadebiutował 2 grudnia 2021 roku w Östersund, zajmując 49. miejsce w sprincie. Pierwsze punkty w zawodach tego cyklu zdobył 20 stycznia 2022 roku w Rasen-Antholz, kończąc bieg indywidualny na 39. miejscu.
Brał udział w igrzyskach olimpijskich w Pekinie w 2022 roku, gdzie indywidualnie plasował się w piątej i szóstej dziesiątce, a w sztafecie był jedenasty.

## Osiągnięcia

### Igrzyska olimpijskie
| Rok  | Miejscowość | Konkurencje | Konkurencje | Konkurencje | Konkurencje | Konkurencje | Konkurencje | Konkurencje |
| Rok  | Miejscowość | IN          | SP          | PU          | MS          | RL          | MR          | SR          |
| ---- | ----------- | ----------- | ----------- | ----------- | ----------- | ----------- | ----------- | ----------- |
| 2022 | Pekin       | 46.         | 42.         | 56.         | –           | 11.         | –           | nd.         |

### Mistrzostwa świata
| Rok  | Miejscowość | Konkurencje | Konkurencje | Konkurencje | Konkurencje | Konkurencje | Konkurencje | Konkurencje |
| Rok  | Miejscowość | IN          | SP          | PU          | MS          | RL          | MR          | SR          |
| ---- | ----------- | ----------- | ----------- | ----------- | ----------- | ----------- | ----------- | ----------- |
| 2023 | Oberhof     | 55.         | 33.         | 29.         | –           | –           | –           | –           |
| 2024 | Nové Město  | 32.         | 34.         | 38.         | –           | 11.         | –           | –           |
| 2025 | Lenzerheide | 71.         | 49.         | 48.         | –           | 13.         | 11.         | –           |

### Mistrzostwa świata juniorów
| Rok  | Miejscowość    | Konkurencje | Konkurencje | Konkurencje | Konkurencje | Konkurencje | Konkurencje | Konkurencje |
| Rok  | Miejscowość    | IN          | SP          | PU          | MS          | RL          | MR          | SR          |
| ---- | -------------- | ----------- | ----------- | ----------- | ----------- | ----------- | ----------- | ----------- |
| 2017 | Osrblie        | 37.         | 56.         | 38.         | nd.         | 11.         | nd.         | nd.         |
| 2018 | Otepää         | 28.         | 38.         | 36.         | nd.         | 5.          | nd.         | nd.         |
| 2019 | Osrblie        | 24.         | 2.          | 10.         | nd.         | 2.          | nd.         | nd.         |
| 2020 | Lenzerheide    | 15.         | 8.          | 3.          | nd.         | 4.          | nd.         | nd.         |
| 2021 | Obertilliach   | 43.         | 14.         | 20.         | nd.         | 4.          | nd.         | nd.         |
| 2022 | Soldier Hollow | 27.         | 11.         | 7.          | nd.         | 5.          | nd.         | nd.         |

### Puchar Świata

#### Miejsca w klasyfikacji generalnej
| Sezon     | Miejsce |
| --------- | ------- |
| 2021/2022 | 101.    |
| 2022/2023 | 84.     |
| 2023/2024 | 40.     |
| 2024/2025 | 65.     |